# Siger z Brabantu
Siger z Brabantu (asi 1235–1240, Brabantské vévodství – asi 1280–1284, Orvieto) byl středověký filozof působící v Paříži na artistické fakultě, tehdy čelný stoupenec aristotelismu v Averroově interpretaci. Opíraje se o Averroovo řešení vztahu náboženství a filozofie, rozvinul Siger učení o dvojí pravdě.
Zastával názor, že existuje jediný nesmrtelný nadindividuální rozum, který se projevuje ve všech lidech, zatímco duše je smrtelná; že svět je věčný, a nikoli stvořený, a že nadpřirozené děje (zázraky) jsou nemožné. Přes tyto nauky odporující křesťanské ortodoxii, za něž byl kritizován soudobými církevními autoritami, Dante Sigera ve své Božské komedii umístil do ráje (Ráj 10,133–138).
Z dochovaných pramenů se zdá, že Siger zemřel násilnou smrtí rukou svého zešílevšího sekretáře.